# Bruce Pickens
Bruce Pickens (Kansas City, 9 maggio 1968) è un ex giocatore di football americano statunitense che ha militato nel ruolo di cornerback nella National Football League (NFL). Al college giocò a football a Nebraska.

## Carriera
Considerato il cornerback più atletico del Draft NFL 1991, Pickers fu scelto come terzo assoluto dagli Atlanta Falcons. Non mantenne però mai le aspettative riposte in lui, mettendo a segno due soli intercetti in carriera, entrambi nella sua seconda stagione. Rimase coi Falcols fino all'inizio della stagione 1993, dopo di che trascorse quell'annata militando nei Green Bay Packers e i Kansas City Chiefs. Dopo un anno di inattività, tornò per un'ultima stagione nel 1995 con gli Oakland Raiders disputando tutte le 16 partite quell'anno.

## Statistiche
| Partite    | 48  |
| Sack       | 1,0 |
| Intercetti | 2   |